# Leucania laxa
Leucania laxa är en fjärilsart som beskrevs av Márton Hreblay och Shin-Ichi Yoshimatsu 1996. Leucania laxa ingår i släktet Leucania och familjen nattflyn. Inga underarter finns listade i Catalogue of Life.